# Fermentation entérique

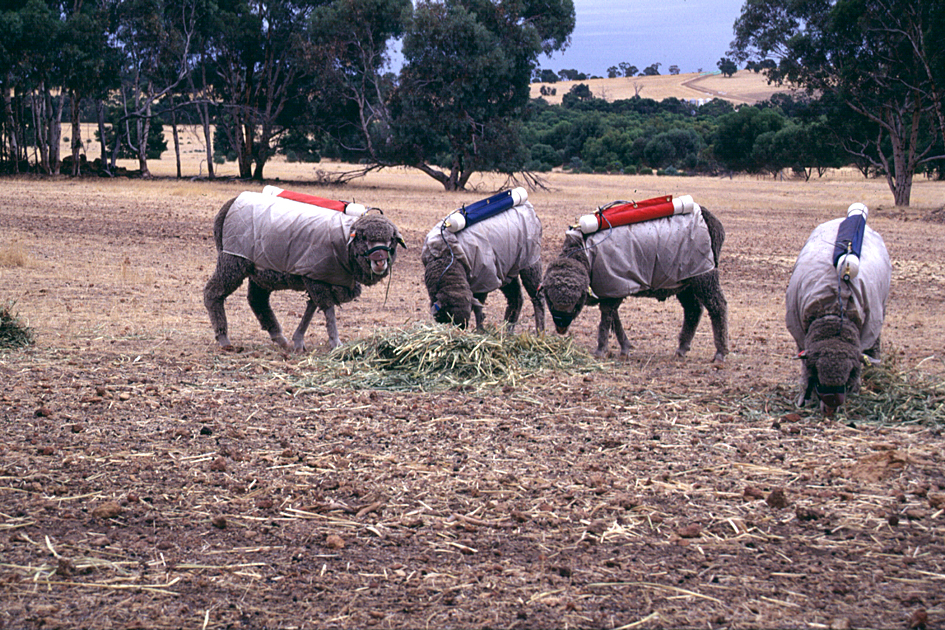
Expérience en Australie pour capturer le méthane exhalé d'ovins

La fermentation entérique est un processus digestif par lequel des micro-organismes décomposent des substrats (notamment des glucides) en molécules plus simples, permettant leur absorption dans la circulation sanguine d'un animal. La fermentation par le microbiote intestinal a principalement lieu dans l'intestin postérieur sauf chez les ruminants où elle a lieu dans le rumen (la panse).
La fermentation entérique entraîne une formation de méthane (CH4) plus ou moins importante selon les espèces, leur développement mais aussi la qualité et la quantité de nourriture ingérée. Les émissions de méthane issues de la fermentation entérique des animaux d'élevage représentaient en 2017 environ 2 milliards de tonnes équivalent CO2 dans le monde, soit environ 4% des émissions totales de gaz à effet de serre d'origine anthropique. Plusieurs organismes de recherche à travers le monde étudient les moyens de réduire ces émissions.

## Phénomènes biologiques
Dans l'appareil digestif des animaux plusieurs micro-organismes (bactéries, eucaryotes, archées),,, coexistent et participent à la dégradation des aliments ingérés. Certains de ces micro-organismes se développent en réalisant une fermentation, c'est-à-dire en décomposant des substrats (glucides ou autres molécules organiques) en molécules plus simples. Ces dernières peuvent être absorbées dans la circulation sanguine de l'animal et lui fournir de l'énergie ou bien encore être de nouveau dégradées par d'autres micro-organismes pour se développer. Certaines des molécules formées sont des gaz (par exemple H2, CO2, CH4) et se retrouvent soit dans la circulation sanguine puis expirés, soit éructés, soit évacués par les flatulences.
La fermentation a principalement lieu dans l'intestin postérieur des invertébrés aquatiques, des insectes herbivores (les termites en particulier), des poissons ,et le gros intestin des amphibiens, des lézards, des oiseaux et des mammifères herbivores (fermentation postgastrique (en)) sauf chez les ruminants et pseudoruminants (en) (fermentation prégastrique (en)).

### Chez les invertébrés aquatiques
La colonisation microbienne du tractus digestif est décrite dans de nombreux groupes d'invertébrés aquatiques (mollusques, crustacés, échinodermes…). Cet écosystème digestif microbien forme une population transitoire ou opportuniste, commensale ou symbiote. Chez les espèces herbivores, les produits de fermentation du symbiote digestif peuvent être utilisés par l'hôte.

### Chez les vertébrés aquatiques
Les poissons herbivores qui consomment des algues ou des macrophytes, possèdent généralement un intestin plus long que leurs homologues carnivores ou omnivores. Cet allongement augmente la durée du transit et, chez les espèces possédant un microbiote intestinal aérobie ou anaérobie (poissons-chirurgiens, poissons-pilotes), favorise le processus de fermentation intestinale qui permet de digérer les molécules complexes des plantes (cette fermentation microbienne produisant des acides gras volatils utilisés comme source d'énergie) et de compléter leur alimentation, notamment en azote,.

### Chez les mammifères monogastriques
La très grande diversité des molécules entrant dans composition de la matière végétale consommée par les mammifères herbivores monogastriques les a conduit à des stratégies digestives relatives à la fermentation microbienne au cours de l'évolution : fermentation cæcale chez les petites espèces (lagomorphes, damans, rongeurs herbivores, petits marsupiaux herbivores), fermentation colique chez les gros herbivores (Périssodactyles, éléphants, siréniens, orang-outangs, gorilles) et les deux types de fermentations chez les espèces de poids intermédiaire.

### Chez les ruminants, mammifères polygastriques
« La panse des ruminants domestiques (bovins, ovins et caprins, soit environ 2 milliards d'animaux) représente un volume total de 100 milliards de litres, ce qui constitue le plus grand fermenteur mondial de produits ligneux et cellulosiques »

— Paul J. Weimer, professeur en bactériologie
Les ruminants et pseudoruminants (bovins, ovins, cerfs, chameaux...) ont un tube digestif dont la particularité est de posséder deux ou trois "pré-estomacs" (ou réservoirs prégastriques), qui leur permet de dégrader la paroi cellulaire des plantes. Les ruminants sont alors bien adaptés à l'utilisation de fourrages grossiers. Le tube digestif diffère peu entre types de ruminant.
Le plus volumineux des pré-estomacs est appelé le rumen (ou panse). Son volume est compris entre 100 et 200 litres chez les bovins adultes,,. Il est très majoritairement constitué d'eau (entre 85 et 90%), son pH est compris entre 5,5 et 7 et sa température entre 39 et 41 °C,. Ces conditions particulières font du rumen un fermenteur dans lequel se développent de nombreux microorganismes.
Environ 200 espèces de bactéries sont présentes dans la panse.
Certaines espèces dégradent les aliments ingérés en sucres qui sont ensuite fermentés pour aboutir à la production d'acides gras volatils (dont l'acétate, le proponiate et le butyrate). Ils représentent respectivement 60 %, 20 % et 15 % des acides gras volatils ingérés pour une alimentation classique à base de fourrages, mais les proportions varient fortement suivant la ration.
Ces acides gras volatils fournissent jusqu'à 70% des besoins énergétiques de l'animal. Ils sont absorbés dans le sang à travers la paroi du rumen,.
Lors de ces fermentations, plusieurs gaz sont émis (CO2, N2, H2,H2S). Une partie du dihydrogène H2 est utilisée par les Archées méthanogènes et forme alors du méthane CH4.
Chez les bovins, environ 80% du méthane est produit dans le rumen (20% dans le gros intestin). 95% est rejeté dans l'atmosphère par voie orale (éructation ou respiration après passage dans le sang), le reste étant rejeté par les flatulences. Sa production représente une perte énergétique pour l'animal, allant de 2 à 12% de l'apport énergétique brut.

## Les émissions de méthane
Les quantités de méthane (CH4) produites lors de la fermentation entérique d'un animal dépend de son type d'appareil digestif, de son âge, de son poids mais aussi de la qualité et de la quantité de nourriture ingérée. Les ruminants (bovins, buffles, moutons, chèvres, cervidés, camélidés...) sont des sources majeures de méthane mais les non-ruminants (chevaux, ânes, porcs...) en produisent aussi.

### Emissions selon les espèces
| Animal | Emissions annuelles de méthane (kg CH4 / tête) |
| --- | ---------------------------------------------- |
| Vache laitière | 126**                                          |
| Autres bovins | 52**                                           |
| Buffles | 78**                                           |
| Châmeaux | 46                                             |
| Cervidés | 20                                             |
| Cheval | 18                                             |
| Ane | 10                                             |
| Chèvre | 9***                                           |
| Mouton | 9***                                           |
| Lamas et Alpagas | 8                                              |
| Autruche | 5                                              |
| Porc | 1,5***                                         |
| Volailles | inférieur à 0,1                                |
| Primates | inférieur à 0,1                                |
| *Les émissions dépendent de l'âge, du poids mais aussi de la qualité et de la quantité de nourriture ingérée et donc du système d'élevage. **Valeur pour l'Europe de l'Ouest ***Système d'élevage à forte productivité |                                                |

#### Cas de l'être humain
La production de méthane varie beaucoup d'un individu à l'autre. Le méthane produit dans le gros intestin est  en partie absorbé par le sang à travers la paroi du côlon et est expiré par les poumons. Une autre partie est évacuée par les flatulences.
La quantité de méthane exhalée a été estimée entre 40 et 50 grammes par an.
La quantité totale de méthane émis par les êtres humains dans les années 80 avec 4,7 milliards d'individus sur Terre était estimée à 300 000 tonnes.

### Contribution à l'effet de serre
Une étude publiée en décembre 2016 par plus de 80 scientifiques issus de laboratoires basés dans le monde entier, met en garde contre la sous-estimation usuelle de la contribution du méthane au réchauffement climatique : le méthane contribue pour 20 % au réchauffement en cours (contre 70 % pour le CO2), parce que, malgré sa concentration beaucoup plus faible, son potentiel de réchauffement global (PRG) est 28 fois plus élevé.
D'après les données de l'Organisation des Nations unies pour l'alimentation et l'agriculture, les émissions mondiales de méthane issues de la fermentation entérique se sont élevées en 2017 à 2,1 milliards de tonnes, soit un peu plus de 4% des émissions totales de gaz à effet de serre dans le monde (49,2 milliards en 2017 hors secteur UTCATF).
En France, le secteur de l'agriculture représente 17% des émissions de gaz à effet de serre. Le méthane issue de la digestion animale représente la moitié des émissions du secteur agricole (soit entre 8 et 9% des émissions totales françaises). Les émissions des bovins constituent environ 90% du méthane entérique (dont 1/3 à peu près pour les vaches laitières) devant les ovins et les caprins.
En Australie, les rejets des ruminants représentent plus de la moitié du méthane émis dans le pays.
La fermentation entérique était, en termes de quantité, la seconde source d'émission anthropique de méthane aux États-Unis d'Amérique entre 2000 et 2009. En 2007, les émissions de méthane issues de la fermentation entérique représentaient environ 2,5% des émissions nettes de gaz à effet de serre aux États-Unis d'Amérique.

### Stratégies de réduction ou compensation du méthane entérique
Il peut paraître souhaitable de réduire la production de méthane entérique des ruminants, à la fois comme stratégie de réduction des émissions de gaz à effet de serre et comme moyen d’améliorer le rendement de conversion des aliments.

#### Compensation par les prairies
Les sols des prairies (d'où viennent les fourrages) et les haies stockent du carbone. Ce stockage compenserait une partie des émissions du méthane émis par les ruminants (entre 30 et 80%),.

#### Réduction par l'alimentation
L'Institut National de la Recherche Agronomique (INRA) (France) étudie depuis plus d'une dizaine d'années la possibilité de réduire les émissions de méthane en jouant sur de multiples facteurs : la nature du fourrage, la richesse des rations, la quantité de lipides, de tanins, les additifs alimentaires naturels et chimiques et l'apport d'autres microorganismes (levures, bactéries). Peu de solutions seraient retenues aujourd'hui. L'emploi de lipides insaturés est cependant d'ores et déjà utilisables sur le terrain.
Asparagopsis taxiformis est une espèce d'algue qui pourrait réduire les émissions de méthane en étant ajoutée à l'alimentation du bétail.

#### Australie
L'Australie a mis en place un programme de traitement des bovins afin de contribuer à réduire le CH4 produit par leurs flatulences.
Dans ce pays, il existe des espèces de ruminants parmi les kangourous capables de produire 80% de méthane en moins que les vaches. En effet, le microbiote intestinal des macropodidés, de la panse et d’autres éléments de leur système digestif, est dominé par des bactéries de la famille des Succinivibrionaceae. Ces bactéries sont capables de produire du succinate en tant que produit final de la dégradation des lignocelluloses, produisant de petites quantités de méthane. Sa voie métabolique spéciale lui permet d'utiliser d'autres accepteurs de protons, en évitant la formation de méthane.

## Voir également
- Impact environnemental de l'élevage